# Iljušin Il-76
Iljušin IL-76 (NATO naziv: Candid) je četveromotorni teški transportni zrakoplov proizvod ruske tvrtke Iljušin. Sposoban je letjeti u veoma teškim meteorološkim uvjetima. Postoje varijante IL-76T, IL-76D (desantni) i IL-76PP (radio ometanje). Prvi je put poletio 1971., a danas ga još proizvode u Taškentu, Uzbekistanu.

## Dizajn i razvoj
Iljušin je prvi put zamislio zrakoplov 1967. kao teretni zrakoplov koji je sposoban ponijeti teret od 40 tona, na udaljenost od 5,000 km za manje od 6 sati, te da može djelovati s kratkih i nepripremljenih staza i letjeti u svim vremenskim uvjetima. Originalni dizajn Il-76 je bio pod utjecajem razvoja američkog C-141, no postoje razlike. Il-76 ima snažnije motore i izdržljivije podvozje te malo veći teretni prostor, te u vojnim inačica, strojnicu u repu za obranu.

## Povijest korištenja
U razdoblju od 1979. do 1991. Sovjetsko ratno zrakoplovstvo je sa svojim Il-76 obavilo oko 14,000 letova prema Afganistanu, transportirajući 786,200 vojnika i 315,800 tona raznog tereta. Sveukupno, Il-76 je transportirao 89% Sovjetskih trupa i 74% različitog tereta.
29. kolovoza 2005. malo prije nego što je uragan Katrina poharao New Orleans, Ruska Federacija šalje humanitarnu pomoć SAD-u. Dva Il-76 zrakoplova slijeću na područje gdje se organizirala pomoć u Little Rocku u Arkansasu 8. rujna. Ovo je bio prvi slučaj da je Rusija sudjelovala u sličnoj misiji nad Sjevernom Amerikom.
Indija je također koristila Il-76 prilikom dopremanja humanitarne pomoći za žrtve Katrine 13. rujna 2005.
Il-76 se koristi i kao zračni tanker, za punjenje drugih zrakoplova u letu. Dizajnovi Il-a 76 su se koristili i prilikom izrade AWACS zrakoplova Berieva A-50.

## Inačice

### Vojne inačice
- Il-76D - Inačica za padobranske desante. U repu ima ugrađenu strojnicu za zaštitu.
- Il-76M - Transportna inačica.
- Il-76MD - Transportna inačica.
- Il-76MD-90 - Il-76MD s Aviadvigatel PS-90 motorima.
- Il-76MF - Modificirana vojna inačica koja je izdužena za 6 m i ima nosivost od 60 t.
- Il-78MKI - Zračni tanker izrađen za Indijsko zrakoplovstvo.
- Il-76 Phalcon - AWACS zrakoplov za Indiju.

### Civilne inačice
- Il-76T - Nenaoružana civilna transportna inačica, NATO naziva Candid-A. Prvi put poletio 4. studenog 1978.
- Il-76TD - Civilna inačica Il-76MDa, prvi put poletjela 1982.
- Il-76TF - Izdužena civilna inačica s Aviadvigatel PS-90 motorima.
- Il-76P - Protupožarni zrakoplov. Može ponijeti 49,000 litara vode a dodatna prednost je što se svi Il-76 mogu modificirati na ovaj stnadard. Ova inačica je prvi put poletjela 1990.

## Tehničke karakteristike
Osnovne karakteristike
- posada: 5-7
- dužina: 46,59 m
- raspon krila: 50,5 m
- površina krila: 300 m2
- visina: 14,76 m

Letne karakteristike
- najveća brzina: 900 km/h
- dolet: 3.650 km
- najveća visina leta: 13.000 m
- specifično opterećenje krila: 566.7 kg/m2
- motor: 4× Soloviev D-30KP turbomlazna motora

## Vanjske poveznice
- Il-76 - vectorsite.net
- Il-76 - trenažni avion u kozmonautskom centru "Juri Gagarin" - gctc.ru
- Il-76 - photo-planes.com   Arhivirana inačica izvorne stranice od 13. ožujka 2016. (Wayback Machine)